# فهرست وام‌واژه‌ها در فارسی
این نوشتار فهرستی از وام‌واژه‌ها که از دیگر زبان‌ها به زبان فارسی وارد شده‌اند را نشان می‌دهد.

## ارمنی
- پوک/pook؛ این واژه با درایهٔ ارمنی در فارسی یافت نشد، واژه پوک به چَمای تهی یا به عربی متخلخل از ریشه پودَگ/pudag در پارسی میانه و آن نیز از ریشه پَتَکَ/pataka در پارسی باستان است و با واژگانی همچون پوچ، پکیده، پکیدن، پوسیدن،... همریشه بوده، ریشه ارمنی ندارد.
- خاج؛ این واژه در ارمنی به چَمای دارآویز یا به عربی صلیب بوده و با این چما در فارسی امروز کاربردی ندارد. (نام خاج برای دنبالچه در پایین ستون مهره‌ها نیز بایست از همین واژه برگرفته باشد، برابر فارسی آن همان دنبالچه یا دنبالیچه است)
- درزی از دِرجَک/Derjak؛ این واژه نیز احتمالاً ریشه ارمنی ندارد، درز به چَمای شکاف/ شکاف جامه، فارسی است. درززَن نیز کسی را می‌گفته‌اند که درز جامه می‌دوخته است. درزی می‌بایست از «درز + ی» که پساوندی پرکاربرد در فارسی است ساخته شده باشد. دَرزی به چمای دوزنده یا به عربی خیاط است که در فارسی امروزین چندان به گفت نمی‌آید، نام کیش «دَروزی» که در بخش‌هایی از سرزمین شام پیروانی دارد نیز از همین واژه فارسی ریشه یافته (نام عارفی که این آیین را اندیشه‌پردازی کرده است).
- زاق/زاگ از Zāg یا Jag؛ چمای بچه داشته و در فارسی امروز کاربردی ندارد.
- شامورتی؛ برابر چمایی دشنام پدرسگ در فارسی بوده. پس برابر بهتر آن در گفتار، «پدرسوخته» یا «پدرسوختگی» است، این واژه نیز در فارسی کم کاربرد است.

## لاتین
ارجان- ارگانوم-ارون-ازملک-اسارون-اسپاراگوس-استراک-اسقیل-اشقمونیا-استبل-اکالیپتوس-الیسونAlyssum-امپراتور-انبرباریس-انتله-انخوسا-اندروصاقس-انطوبیا- اولسطیون-اولیرا-اپیکا-اونوبروخیس-ایرس-ایرسا-قالس-بدلیون-برباریس-بستیناج-بسیله-بشولیون-بطارش-بطریرک-بطونیقا –بقس-بگونیا-بوتیه-بوق، بوغ-پاپروس، پاپیروس-پتاس-پسیلیون-بریدVeredus-تاپسیا-تاتوره-تمیس-تیموس-جِس-جَبسین-جنتیانا-چراییتا-حبوره-دلفین- دینارDenarius-رادیوس-ریزوفور-ژالاپJalapa-سالویا-ستروطیون-سراسیاs?rasus-سَسالی-سطاخیس-سِطرکا (لا. فر)-سطوبی (لا. فر) –سفاجنوم- سفندولیون، سفندلیون-سقنقس- سقولوفندریون-سَلوی-سِلَّهZilla-سلیس (لا Silicea ,SiliciumفرSilice)-سَمیلقُسSmilax-سناتوریوم (فر. لا)-سندریطسSideritis-سنفیتون Symphytum-سیسارونSiser-سیسبان-سیسنبرونSisymbrium-سیلن-طراغیون-طریخومانس-طوقریونTeucrium-طیفیTypha-غارانیونGeranium- غاغالس تحریف شده Galeopsis-غالیس تحریف شده غالیوس، غالیوبسیس Galeopsis- فاباس، فابس-فاط-فاطونیقی Bettonnica-فافیر، فافیراPapyrus- فِرفیرPullipesفرPourpier-فرفیریه Purpura-فَرفیونEuphorbium- فسطاط (تازی شده بیزانسیPhossatonاز لاFossatum)-فسیلیون-فُک-فکتوریاریجیا- فیقسFagus-قاراسیاCerasus-قاقالیا، ککالیه-قالیوبسیس-قباریس، قباریش Capparis- قرطمCarthamus-قرقو-قَرنCornus-قرنوسCornus-قِرُنیهَ تحریف شده غرانیونGeranium- قَساCassia-قسطورهCastoréum-قُطُنCoton-قلوتهColūtea-قلومن Columna,Columen-قنیدیCnidius-قورال-قوقالس تحریف شده قوقلارسCochléaria –قولنجانGalanga-قیصر kaisarاز آرامی به تازی رفته لاCaesarاز Coedereبریدن-کابوس (لاIncubusفرIncuse)-کاسیاQussia-کاسیهCassia-کاکتوس (لا. فر)-کالادیوم-کالتاCaltha-کامالا-کاملیا، کاملیه (لاCamelliaفرCamélia)-کبابهCubeba-کپان Campana؟ ترکی شده=قپان تازی شده=قبان-کَتَلبهَ (لا. فرCatalpa)-کزوارینهَCasuarina-کسینوس (لا. فرCosinus)-کَشوثCusuta-کشهCassia-ککالیه، ککالیا-کُلا-کِلس (قشتاله یی Castillanکهن (قدیم)CalzaلاCalx)-کلسیوم-کمونCuminum-کَنَب-کنسرسیوم (لا. فر)-گاردنیا-گلادیول-گنه گنه (لا Quin quineزبان پروQuina-quina-گوتاپرکا-لادن – Ladanum-لارقس، لارکLarix- لغیون (لاLegionفرLégion)-لندولفیهLandolphia-لنگر (یوAgkyraلاAncoraتازیشده=انجر)-لوبِلیا-لوزولهLuzula-لوسیماخیوسLysimachïa-لوف، لوفاLuffa-لیبانوطسLibanotis-لیره (ترکی شده ایتا، لاLibra)-لیمونLimonum-لینوزسطس، لینوزوزطیس، لینوسوطسLinzozthis- مارثونMaritimum-مازریونMezereum تازیشده=معزرون-ماطرشلبهMater sylvae-ماگنولیا، مانولیا- متردطاس (لاMithridatesمهرداد گرفته شده از نام مهردادششم پادشاه پنتوس-مثردیطوس (لاMithridatumاز پهلوی میترادات= مهرداد، مثرودیطوس)-مُرارMorrera-مرکوریMercurials-مرماخوز، مرماحوزMarum-مِسکِل (از لاتین متوسطMuscus)- مَغن(Magnes)- مَلوتوس(Mallotus)-ملونیا(Meloniaخربزه) - موکُر(Mucor)- میز (Mensam) - میل(Milia,Milliaهزارگام واحدمسافت)-مینیموم-مینیون (تازی شده Minium)-نپانتِس (فر. لاNepenthès)-نمره (تازی شده ایتالیاییNumeroازلا Numerus)-واپور (لاVapor’فرVapeur)-وافور (لاVaporفرVapeurدمه، دود)- وتوVeto(لا. فر Veto امتناع، مخالفت)-وستالیسVestalis-ویروس-هالینوطس(Melilotūs)-هرتیکهَ(Urtīcaگزنه)-یَرَبتون(Herbutum)-

## سانسکریت
آرشین-اوج-بادنجان(vātinganah)-بنگ-بهار (زبان‌های سانسکریت (نیای کهن زبان هندی)، پارسی باستان و اوستایی، هر سه از شاخه زبان نیا آریایی برآمده‌اند. هر سه این زبان‌ها کمابیش در بازه زمانی نزدیک به هم، نگارش‌هایی در دوره باستان یافته، پس دور از اندیشه نیست که این واژه را به صرف یافت شدن در متن‌های سانسکریت، از ریشه هندی ندانیم، چه آنکه نمونه‌هایی نزدیک به آن در متن‌های اوستایی نیز هست) -پاتیل-پاتیله-پالکی-پرکاس، پرگاس-جندره-جُنگ-جنگل-جوژن-جوگی-چاپ-چادر، شادر، چتر-چارک-چال-چتر-چَتوک-چَل-چناچن-چندال-چندن-درونه-دولDul-دهره، داره (سنسDhārāاردو:دهار)-ذن(dhyana)-راجه، رایRaj-زلهJhillē-ژاله(JadaسردوخشکJhardak)-سمسار، سفسار، سپسار-سوس-سیخ-شاره (سنسČiraهندچیرهَ)-شال(satl)-شامپو(capayati)-شتا (ازسنس*ad)-شترنگ (شترنج سنس Čaturanga-شکر(sharkara)-شغال(srgalah)-شولک-صفر (سنسSunya)-طالیسفر (سنسTalisa Pattra)-طیطو، تیتو، طیطوی (سنسTītibba,Tittibha)-غداره، قداره، کداره (سنسKathārāاردوúKathāra)-فرخار (سغدی βrγ'rاز سنس Vihāra)-فرغر (سنسγari=γar)-فلفل(=پلپل سنسPippalī)-فلفلمونیه، فلفمونیه، فلفلمویه سنسPippalī-Mūlپلپلمویه سریانیFalmalmūr)-فَنجPanč-قرمز، قرمیز (سنسKrmih,Krimiکرم سرخKrmisحالت کُنایی)-قند، کند (سنسKhanda)-قیزه-کات، کتهه –کاچ (سنسKāčá)-کاش، کاچ-کافور (پهلویKāpūrسنسKappūra)-کاکنج، کاکنه، کاکونه (سنسKākamāči)- کبک (دراج سنسKapínjala)-کَپی(=کبی، گپی پارسی میانهKapīkسنس Kapi)-کتاره(=کتاله=غداره=قداره تازی شده=قتاله سنس Kathārā-کِرسان(=کشاورز هند کرسان، کسان سنس کرشمالKršiکشاورزی)-کرسنَه(Kršnaسیاه)-کروه (سنس Krosa)-کُلالKúlāla-کَلَپKalpa-کُملی (کمل بتشدید دوم «کمبل»، پتو، سنس Kambalà پتو)-کَنجَر (هند سنس Kunjara)-کُند (سنس پراکریت Kunthaشجاع بلوچیKuntaشجاع، خشن)-کُندُرKunduru-کود=کوت (اوستا، سنسGūθaپلیدی)-لاوه، لابه (پهلویRāpakسنسLapوزوزکردن پرگویی کردن، تملق، چاپلوسی)-لَک (لاکهه(؟) از سنس)- لَکهَن (تبدیل شده تصحیف شده سنسLanghanaروزهٔ هندیها)-لَندLinga-لَنگه، لنگهLinga-لوکشوَر(Lokēsvaráسرورگهان، بودا)- لیمو(=لیمون تازی شده هند نیبو سنس)-ماست (سنسMástu، سرشیرحامض، جغرات)-ماشMāš- مُژهNimiša –مُشکMuska-من (واحد وزنMāna)-مَها، مهی (از سنس؟)-مهاراجه، مهاراج، مهراجMahā-rāja (شاه بزرگ)-مهر (سنسMitraاوستایی. پارسی باستانMiθ(r)پهلویMiθr,mitr)-میترا(Mitrah)-ناچخNāšaka –نارنگNāranga-آشĄs(خوردن)-نواختن (سنس Ni+Vačسخن گفتن)-نیرواناNirvana-نیل، نیله(=نیله سنسNilaتازی شده نیلج)-نیلوفر (نیلوپل، نیلوپر، نیلوپرک، نیلفر، نیلپرپهلویNīlōpalاز سنسNīlotpala)- وال (پسوندی بچم نگهبان سنسPālaمانند کوتوال)-والانهVranā(زخم)-ورغ، برغVárga-هارHāra(مروارید، حلقه مروارید، گردنبند)-هَرد (تازی شده سنسHatidraچوب زرد)-هُرد (تازی شده سنسHatidra)-هَلاهِل(=هلهلHalāhala)-هلیله (تازی شده:هلیلج سنس Harītaki)-هنجارSančara(گردیدن، گشتن، راه)-هَوم (سنسSomaاوسناییHaomaپهلوی Hôm)-

## هندی
استیر-انبله-انبه-بَرگَت (هندی. اُردو)-بسنت-بشکال-بَلادُر-بنجار-بنگ (ه. سانسکریت)-بیمه (ه. اُ)-پرکاس، پرگاس (ه. س)-پَست (هند باستان)-پرشکال، پشکال-پنکه-پانی-تار، تال-تُنُک (ه باس)-جار-جُغ، یوغ، جوغ (ه باس)-جن (ه باس)-چاپ (ه. س)-چِلِم (یا چِلِم است یا چَلَم یا…)-چلو، چلاو، چیلاو-چلیم، چِلم –چنپا، چمپا-چُهره (ه. اُ)-چیت، چهیت-چیره (ه. اُ)-خام-خاییدن-خَس-دام (سیب م۴قسکه)-دگل-رشتنrēs (هند باستان)-ریوRip555 ف ۵غ (ه باس)-زار، زاره (ه با)-زر، زالJárant(ه با)-ساج، ساگ، ساگون، ساکهو-ساری، ساره، شاره-سال-سترونStarī-ستی-سِل، سیل، شل-سوهان (هند. اردوسوهن دلپذیر؟)-شت-طاوس، طاووس (دراویدی هندی)-فرنادPrānádá-فرنان (هند باسPra+naç)-کتری (اردو. کتلی)-کجور-کِچری، کچهری (هند. اردو)-کُچَل (پامال، کوفته)-کَدَر (کیوره) گیاه کادی-کرباس، کرپاس-کُرپی، کوپری-کاکیرا، کاکیره-کُرک (کُرج، کرچ اردوکوک (بارای هندی)-کرور (هند Cororدر نزد هندوکان ده هزارهزار (میلیون)-کروه (هند کوس افغانی کروه)-کِریل، کلیر-کژور (هند کجوراز ریشه چینی)-کَسیلا (واحد مسافت)-کسیله (مKessīāهند کهیلا)-ککرِی-کلب (هند کلپ)-کلهری (هند گلهری)-کُملی (هند اردو «کملی» (پتوی کوچک)-کِناریKinnari-کَنبیلاKampilla-کوتکوتوال-کوریKūrī-کوری Kowrī-کوس (واحد مسافت برابر یکسوم پرسنگ، کروه)-کهیلا، کهیله-گاثیکوار (هند؟)-گاری-گازGhas-گُرازیدن، گُراز (هندباستانVraj)-گری (ه باس Grīvaپشت گردن)-گَریال، گهریال باهای مختفی ورای هندی- گلوله، غلوله (عدل، لنگهGlāv)-گَلهَری، کلهری-گونی (کیسه)-کهن-گیت (یکجور از سرود)-گیدGīd-لاک (هندمتوسطLakkha)-لاوه-لَکا، الکا، الکه (ناحیه، سرزمین، ولایت)-لُنگوته Langotha,langoth-لولاLawla-سپستان (گیاه)-لَهَرLahr(موج دریا)- ماشه (واحد مقیاس هند)-ماغ (هند باس Madgúپکجورپرنده آبی)-مانیپوری-ماهوت (پچم پیلبان بمناسبت آنکه روی پارچه یادشده وارونگی (عکس) پیل وپیلبان بود، یکجورپارچه پرزدار کلفت)- مُنج (کنف)(گیاه)-مَنَدل-مودار-موری (خراسان ماری هندموری)-موش (هند باسMūš)-ناسپال (پوست انار، نارپوست)-ناشتا (نفی، سلب+آشتا هند باAç(خوردن) آش)- ناغه نویس (هند-پارسی)-ناک (یکجورامرود)-نال (رود کوچک، جوی)- نُویدن (هند باس Navغریدن جانوارن)-وال، والا (یکجورحریرنازک)-وَن (جنگل پر درخت)-هاکلهَ-هَنتال-شامپو(champi-chamnpu(-

## سریانی
تموز-ثافسیا-جلماثا-حرذون، حردون-خورخجیون-دولDaulā-دیرDayr-رغیداRaγīdā-زریرا-سریقون-سسطیعون-سمسمیقا-سندانSadānā-شلیخا-شنبهšabta-شیپور-طبطاب-طوبیTūbā-فاغوش-طیطان-غارārā‘-فاشرا، فاشرهَ، فاشری، فاشرین، باشراFāšira-فاشرشتین، فاشرستین، فاشریش-Fašerāštīn-فسفسه، فسفسة، فصفصهPespesta-فَلفیمور-قَس (شیخ)-قسیس (کشیش)-قفورا، کفرا، کافور، قفور، جفری-کانون (از اکدی)-کبیسه، کبیشتا-کتانKūtīnā-کتیرا، کتیرَ، کثیرا-کرگدن Karkedānā-کشوثKašūθā-کشیشQeššīšā-کنّاش-کیانKyānā-کیاناKayānā-گَوت (سرین)Gawt-گَودGawd-گونیا-لِبلاب-لوفابین=سپندان-مار یا مر:سرنامی که آغاز نامهای قدیسان آورند مانند:ماربطرس، ماریقوب-ماشرا-مامیثا، مَمیثا-مرجانMargan-مروارید (بسد)Ītāاز یونانی-مسحقونیا از یونانیMeĪšah-qonyā-مُقل=مقلا-مقلونیا-مقلیاثاMaqalīθā(حبوب، برشته)-مُلوخیا از یو-ملونیا از لاتین-میس (یکجور گیاه)-ناووس، ناوس، ناؤوسNausā=گور-نینیا-هلفیفا-هَملَخت (تازی شده)-هندِباAntībiyāازیونانی-هَوَرقلیا-یَلدا-یم (دریا)-طور (کوه)-کاسه-تابوت-جهود-شاقول-

## آرامی
اقنوم-بوریا-پسته-پلیته، فتیله-پیلا، پیل-تواهه، تباهه-توت، تود، توذ-توث-جُهود-چلیپا، چلیپ-دَفDup –سوس، شوشا-عرطنیثاArtanitā-شخار، اشخار، شخیره-شربین-شفشهŠafš، Šauš?-شیپور-شیدا-صلیب، صلیبا (چلیپ)-طاوسTausā-ربنRabbi-زمانJemān-فتیله=پلیته-فولFūlāاز کُپتی (قُبطی)Fel,Feli-کاک=قاق-کرسنهَKaršna-کُرکُمKūrkemā-کرنب، کربا-کُزبَرهَKūsboreta –کشیشQašīša-کَمراKamrā-کُنّاش-کنشت، کنوشتا، کَنیس، کنیسه-گازُر-گَبر-گَزیَت-گَوت (سرین)-گود (ژرف)Gawd-لَبان (یکجور گیاه)Lebotta-لوفLūfā-لیر-مجوس، مجوشا-مرقشیشا (مار)-قشیشا درستش=مرقشیثا یا کیفامقشیثا (سنگ سخت)-مَزکِت، مزگت (مسجد)-مغوشا. گرفته شده از مغوش پارسی-ناسوت-ناقوس، ناقوشا-سماق-جلد-شاغول-خراج-

## دیگر زبان‌ها

### اسپانیایی
انیفس-بشته-بشلشکه-پلوطس؟ -پیکادور-تانگو-جانت قبطه-ریال (شاهی)-سقلاطونCiclaton-شرین-طربیله-طرطانیه-طرنشول، طرنشولی، طورناشولیTornysol,Tournesol-طماله-غرغنطیه-فلجَه-قلبجولهCalabazuela-قلمانتهCalamento-قلمبق، قلنبک، قلمباق، درزبان، مالزی Karambel-کرمبلCarambolia-قناریه-قنیلیهCenjillo-قُراول، قرول، قورال، اندلسیCoral-قسطورهCastoreo-ماطرشلبهMadreselva-یربه ثورا؟Yerva tora-النینو-

### عبری
اریحا-جهنم-خاخام-دم (خون)-دنح، دنحااِرمی-شباطŠebāt-شماس، شماشا-شنبهŠabbat-طوبی Tova-غارOrēn-فِسح، فِصح-قارون-قمع، قمعانQamhآرد-کبورKebbūr-کرسنهKaršīna-کرفس، کلفس، کرسب، کرسفKarapas-کُرکُمKarkom(زعفران)-کروبیCherub-کنشت KenesthپهلویKanašyā-لاهوت-لَبانLebōna-مجله، مغیلا-مَن (هرتری لشک؟ که بردرخت و سنگ بسته (منعقد) شود)-مُهَیمِن-ناسوت-هَوَرقلیا-رخش (سریع الحرکت)-سوسن (شوشن)-آمین-ساعت

### سومری
بوریا/Buryaa = پَشباف،...
تپه/Tapa = کَل، کپه، پشته،...
تپ/Tap = انباشت، انباشته،...
تموز/Dumuzi = ماه گرم، تیرگاه، تیرماه،...
چوپان/Shubaa = رمه‌بان، رمه‌گردان، گله‌بان،...(واژه‌های چوپان و شبان از ریشه سومری بوده که از راه زبان آرامی به پهلوی اندر شده، از فارسی به ترکی نیز رفته است)
دیب/Dub = نویسنده، داتار،...(دفتر، دبیر، دبیرستان، دبستان، دیبان، دیوان،... از همین ریشه است. واژه ادب در عربی نیز ریشه در همین واژه سومری دارد)
زیگورات/Ziquraat = پرستشگاه،...
گبر/Gabr = زره، تن‌پوش، جوشن،...
ملوان/Malah = دریانورد، دریابان، زوبان، کشتیبان، ناوبان،... (واژه مَلَه در لری و کردی به چَمای شنا از ریشه همین واژه سومری است)
ننه/Naanaa = مادربزرگ، بزرگ‌مام،...
هیکل/Heykal = پرستشگاه سترگ،...
هور/Hur = کوه، گَر، کوهسار،...

### اکدی
بریدBuridu,Peridu-تنورTinuru-دفتر ازریشه Tuppiنوشتن-دینDēnu-کانون (آتشدان)-کبریت، کبرتKupritu-کتانKitinu,Kitunnū-کرگدنKurkizann-کفرKupru(قیر)-کوره (پهلوی، مانیاییQwrgاکدیKūru)-لک لک، لقلقLaqalaqa-من (واحدوزن)Mana-نفت «نبطو» -

### آلمانی
توتیا؟ -دیزل--شیلنگSchlange-غِرشGroshen-غروس، قروش-نازی=نشانه اختصاریNational Sozialist-وِرموتWermut-گلف-اتوبان Autobahn
ایده - کراوات -

### بابلی
بریدBuridu-تموز-شِباطŠabatu-شقلŠaqaluسنجیدن-قمع، قمعانQomū-کبابKababu سوخته-لبوLiptā,Laptā-لگنLignu,Liginnuآبدستان-نیسان (تازی شده سریانی وعبری از بابلیNisanu)-

### ایتالیایی
قروش، غروشKorossū-کنسرتو-گمرک (ترکی شده)-گومروک (پرتغالیCumerxایتالیایی Commerci)-لقانطهLocarde-لوتوLotto-ورمیشلVermicello-پیتزا-ماکارونی-پاستا-کاریکاتور (کاریکاره=بزرگ نمایی اغراق)-بانک

### آشوری
پوارُو-ساسSāsu-سوس-قمع، قمعانQomū-قُنابری (آسوری)-کروبی (پاسبان)-کُرَبَرَه Kusibirru-لَبوLiptā,Laptā-آشور-آسیا (آشو آسو=طلوع آفتاب مشرق)-عرب (ارب)-اروپا (مغرب)-

### بربری
آمازیغ (انسان آزاد)-بربری اطریلال-ایسمامن-تاسمامت-تامشاوُرت-تاناغَت- ساسان (ازیتسسی، ساسی=گدایی)-کَریونَش، کرنوش، کرنینش=کرفس-مَغرود (یکجورگیاه)-

### اماردی
آماردی/Amaardi = آماردی (نام خود آن تبار باستانی)
مرد = این ریشه‌شناسی درست نیست؛ مرد در زبان فارسی برگرفته از «mart» در زبان پهلوی است.

### چینی
چینی چاو-چای-شوشو-کاغذKu-chih,Kok-ci,Kok-dz (از طریق سغدی) لوفر-فنگ‌شویی-کرسی (ژاپنی، چینی)Koratsu-کنفسیوس-ووشو-

### ژاپنی
اریگامی-تاناکورا-جودو-سامورایی-سونامی-شینتو-کیمونو-هاراکیری-هایکو-

### فینیقیایی
آدونیس-آسیا (آشو آسو=طلوع آفتاب مشرق)-آشور_اروپا (مغرب)-عرب (ارب)-

### حبشی
حواری-سُکرکه-سقرقع-قهوه-مِنبَر-نجاشی، نجیشی (حبشی=نیجوستی=شاه)-نفاق-

### قبطی
قاقلی-Feli,fel-کا-کاکKake-کاکُل، کاکِلته، قاقله-واحه-

### زبان بومی آمریکا
اسکیمو-تنباکو-توتم-چیتی-شکلات-کاکائو-کانادا-کایاک-کوکا-

### مجاری
پاپریکا-

### تونگایی
تابو-

### ابوریجینی
بومرنگ-کانگورو-کوآلا-

### تامیلی
کاری

### تاگالوگ
یویو-

### فنلاندی
سونا (حمام بخار)-

### سلتی
ویسکی-

### عیلامی
زیگورات (نیایشگاه)- هیزم

### نبطی
ترقین-هاسیمونا؟ -

### نروژی
اسکی، اسلالوم، فیورد

### چکی
دلار(tolar)-

### تاپوری
تاپور-تبر-

### لولوبیایی
لار (کوه)-لولو-

### اورارتویی
آرارات-لولو (دشمن بیگانه)-

### هوریانی
لولوبی (برده کوهستانی)

### مائوری
کیوی-

### گرجی
ازناور